# Youssef Abdalla
Pour les articles homonymes, voir Abdalla.
Youssef Abdalla Said (en arabe : يوسف عبدالله سعيد), né le 16 mars 1998, est un nageur égyptien.

## Carrière
Youssef Abdalla obtient aux Championnats arabes de natation 2016 à Dubaï la médaille d'or sur 50 et 100 mètres nage libre et sur 4 × 100 mètres quatre nages mixte.
Il remporte aux Championnats d'Afrique de natation 2021 à Accra la médaille d'or sur 4 × 100 mètres quatre nages.